# Réactif de Folin-Ciocalteu
Le réactif de Folin-Ciocalteu (RFC)... (FCR en anglais), ou réactif phénolique de Folin ou réactif de Folin-Denis, est un mélange d'Acide phosphomolybdique et d'acide phosphotungstique utilisé pour le test colorimétrique in vitro des antioxydants phénoliques et polyphénoliques, également appelé méthode d'équivalence en acide gallique (EAG). Il doit son nom à Otto Folin, Vintilă Ciocâlteu et Willey Glover Denis. Le réactif de Folin-Denis est préparé en mélangeant du tungstate de sodium et de l'acide phosphomolybdique dans de l'acide phosphorique. Le réactif de Folin-Ciocalteu n'est qu'une modification du réactif de Folin-Denis. La modification consiste en l'ajout de sulfate de lithium et de brome au réactif phosphotungstique-phosphomolybdique.

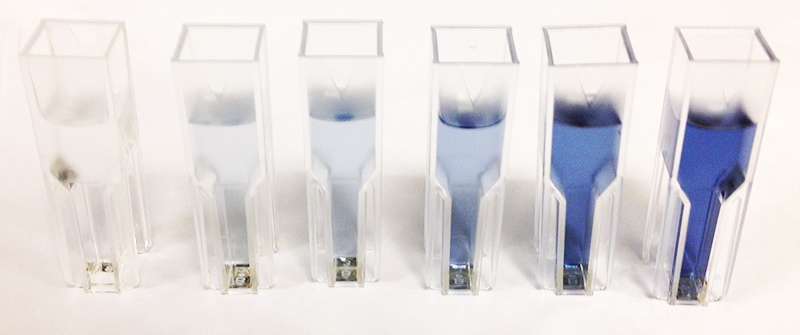
Absorbance à 660 nm de différentes concentrations de tyrosine réagissant avec le réactif de Folin-Ciocalteu

Le RFC ne mesure pas seulement les phénols, mais réagit avec n'importe quelle substance réductrice. Il mesure donc la capacité réductrice totale d'un échantillon, et pas seulement les composés phénoliques. Ce réactif fait partie du test de protéines de Lowry et réagit également avec certains composés contenant de l'azote tels que l'hydroxylamine et la guanidine.  Le RFC s'est également montré réactif envers les thiols, de nombreuses vitamines, la base nucléotidique guanine, les trioses glycéraldéhyde et dihydroxyacétone, et certains ions inorganiques. La complexation avec le cuivre augmente la réactivité des phénols envers ce réactif.
Le RFC est différent du réactif de Folin, qui est utilisé pour détecter les amines et les composés contenant du soufre.
Un article de 1951 intitulé « Protein measurement with the Folin phenol reagent » a été l'article le plus cité dans le Science Citation Index de 1945-1988, avec 187652 citations.

## Importance physiologique
Parce qu'il mesure la capacité antioxydante in vitro, le réactif a été utilisé pour tester les aliments et les suppléments en science alimentaire. La capacité d'absorption des radicaux oxygénés (ORAC) était autrefois la norme industrielle pour la force antioxydante des aliments entiers, des jus et des additifs alimentaires,. Les mesures et évaluations antérieures du Département de l'Agriculture des États-Unis ont été retirées en 2012 comme étant biologiquement non pertinentes pour la santé humaine, faisant référence à une absence de preuve physiologique que les polyphénols ont des propriétés antioxydantes in vivo.  Par conséquent, la méthode ORAC, dérivée uniquement d'expériences in vitro, n'est plus considérée comme pertinente pour l'alimentation ou la biologie humaines.
Le test de capacité antioxydante en équivalent Trolox (TEAC) – également basé sur la présence de polyphénols – est une mesure alternative in vitro de la capacité antioxydante.